# Hannonides
Sauf précision contraire, les dates de cet article sont sous-entendues « avant l'ère commune » (AEC), c'est-à-dire « avant Jésus-Christ ».
Les Hannonides sont une grande famille qui aurait constitué une dynastie royale selon les tenants de l'hypothèse d'une monarchie dans la cité punique de Carthage.
L'historiographie actuelle, si elle reconnaît le rôle qu'a pu tenir certains membres de cette famille, rejette majoritairement la thèse de la royauté de Carthage.

## Liste supposée des rois hannonides
- Hannon IV (340-337)
- Giscon (337-330)
- Hamilcar II (330-309)
- Bomilcar (309-308)

En 308, Bomilcar aurait tenté de rendre au monarque ses pleins pouvoirs mais aurait échoué, ce qui aurait fait que Carthage serait devenue aussi bien dans le nom que dans les faits une république. 